# Roland Bierge
Roland Bierge (Boucau, 26 agosto 1922 – Saint-Antoine, 26 dicembre 1991) è stato un pittore e litografo francese.
Faceva parte della Nouvelle École de Paris.

## Biografia
In gioventù iniziò a lavorare nello studio di pittura di suo padre, beneficiando dell'iniziazione di suo nonno, un decoratore di chiese, specialista in finto legno, finto marmo e altre varie tecniche pittoriche, seguendo i corsi serali presso la scuola di arti applicate di Bayonne.
Lavorava da solo, influenzato e appassionato dalle sue letture, e dipingeva nello stile del fauvismo.
Alla fine della seconda guerra mondiale, nel 1946, si trasferì a Parigi nel quartiere di Montmartre, e nonostante un inizio difficile, perché doveva guadagnarsi da vivere, approfittò appieno "della libertà" nuova di zecca e visitò i musei "per soddisfare una vera sete di conoscenza".
Nel 1947, la retrospettiva su Vincent van Gogh al Museo dell'Orangerie fu per lui una rivelazione, "una scoperta della pittura che determinò una svolta nella sua opera". Nello stesso anno partecipò per la prima volta al Salon des Indépendants a Précy-sur-Oise dove viveva e dipingeva paesaggi dell'Île-de-France, tema spesso ripreso in seguito. Nello stesso periodo venne assunto come decoratore nel laboratorio di scenografia della Comédie-Française.
La sua prima mostra privata ebbe luogo nel 1950 presso la galleria La Boëtie e fu seguita da altre nelle province, in Lussemburgo, in Germania, a New York  e in altre città. Partecipò regolarmente a mostre collettive, poi al Salon d'Automne (nel 1952), al Salon de Mai (dal 1969), a la Jeune Peinture, al Salon du dessin et de la peinture à l'eau, al Salon Comparisons e con il Groupe 109.
Paesaggi, ritratti, nudi e tante nature morte, erano i suoi soggetti preferiti. Utilizzò anche le tecniche del pastello, della litografia e del vetro colorato per la chiesa di Bouchevilliers (Eure).
Jean Albert Cartier scrisse che:
(Jean-Albert Cartier)
L'arte di Bierge in questo periodo confina con le forme stabili che si impongono e quelle che svaniscono nei sogni e nell'immaginazione. Da questa ambiguità nascono poesia e serenità. È una linea di condotta per lui essere ispirato dalla natura, non copiarla pedissequamente.
L'opera di André Lhote e i suoi scritti catturarono la sua piena attenzione, come, in seguito, quella di Jacques Villon, un altro artista rappresentativo del post-cubismo. Anche se uomo dei suoi tempi, rimase sempre attento alla lezione degli antichi pittori che furono per lui fonte di studio permanente. Non nascose mai la sua ammirazione per Rembrandt e Vermeer in particolare, a cui si ispirò, oltre che per Tiziano, Velasquez, Giorgione e altri .
(Roland Bierge)
(Roland Bierge)
Gradualmente, si allontanò dal post-cubismo e abbandonò i colori tenui e smorzati per avvicinarsi ai colori puri. Era il momento in cui eseguì il nuovo soffitto dell'Opéra Garnier (220 m2), da febbraio a settembre 1964, basandosi sul modello di Marc Chagall da cui trasse insegnamenti. Dopo 18 anni lasciò il lavoro di scenografo per dedicarsi esclusivamente alla sua pittura.
Dal 1969 si prese gradualmente delle libertà riguardo al disegno per attraversare il passaggio a una non figurazione nel lignaggio di un'Estève o di un Poliakoff, rivelando una tavolozza di brillante policromia: 
(Gérald Schurr)
(Jean-Albert Cartier )

## Critica
Molti critici d'arte si sono interessati al lavoro di Bierge e l'hanno commentato sin dal suo inizio, in particolare René Barotte (Plaisir de France), Jean Bouret (Arts), Jean-Albert Cartier (Combat), Jean Chabanon (Le Peintre), Raymond Cogniat (Le Figaro), Guy Dornand (Liberation), Jacques Dubois (L'Amateur d'art), Paul Duchein (La Dépêche), Franck Elgar (Carrefour), Jean Goldman (Le Berry Républicain), Jacques Michel (Le Monde).
(Jean-Marie Dunoyer.)
(Gérald Schurr)

## Premi
- 1955: prix Othon-Friesz.
- 1957: grand prix de la Ville de Marseille.
- 1960: prix spécial de la Ville de Pampelune ; prix des Amateurs d'art.
- 1967: prix de la Ville de Montauban.
- 1969: prix de la Critique, Montauban.
- 1976: prix de la Biennale de Merignac.
- 1978: médaille d'or de l'Academia "Italia".
- 1979: membre honoris causa de l'Académie européenne des beaux-arts ; palette d'or de L'Artistique de L'Isle-Adam.
- 1980: prix de L'Amateur d'Art, Salon de Montmorency.
- 1986: prix des Rencontres d'art en Quercy, Montauban.
- 1987: docteur Honoris Causa en art.
- 1990: prix de la Ville d'Agen.

## Opere nei musei

### Belgio
- Anversa, Museo reale di belle arti: La signora con il cappello rosso, 1969.
- Waltham, Rose Art Museum:
  - Grandi pioppi a Précy-sur-Oise, 1961
  - La campana di Sant'Angelo, 1963
- Agen, Museo di Belle Arti: Viaggio in mongolfiera, 1972.
- Anglet, municipio: Composizione, 1988.
- Les Baux-de-Provence, museo di Baux-de-Provence: Foresta di Brocéliande, 1980.
- Bayonne, (museo Bonnat-Helleu[5])
  - Per Saint-André-des-Champs (omaggio a Paul Charlot), 1979
  - Notte Merovingia, 1981
- Boucau, mediateca: A Carmen, mia madre, 1989.
- Bouchevilliers, chiesa: vetro colorato, 1963[6]
- Fontenay-le-Comte, museo di Fontenay: Pittura, 1971
- Gramont, Centro dei monumenti nazionali:
  - The Kitchen, studio, 1952
  - Natura morta con cesto e brocca dall'Auvergne, 1952
- Marsiglia, Museo Cantini[7]: Natura morta con teiera marrone, 1957.
- Montauban, museo Ingres-Bourdelle ):
  - Nudo seduto, disegno, 1958
  - Un mite agosto 1973
- Montfermeil, municipio: Madiran, 1977
- New Orleans, Consolato generale di Francia: Natura morta con ceramiche rumene, 1959, su deposito della FNAC .
- Parigi :
  - collezioni comunali:
    - Colazione, 1953
    - Paesaggio a Sainte-Marie-du-Mont, 1957 (acquistato nel 1958).

  - dipartimento di stampe e fotografia della Biblioteca nazionale di Francia[8]
  - Chiesa di Saint-Georges de la Villette: Calm and Serene Elevation, 1963, vetrate.
  - Museo d'arte moderna di Parigi: Natura morta con caffettiera, tempera, 1961
- Pontoise:
  - Fondazione di dotazione del centro ospedaliero René-Dubos: Ampurias, 1985.
  - Centro ematologico francese a Val-d'Oise:
    - Harmony K, 1974
    - mosaico, 1977
    - Ampurias no 5, 1986
- Puteaux :
  - Centro nazionale per le arti plastiche:
    - Coppa gialla e mele, 1952  The table, 1957 (acquistato nel 1959)
    - Natura morta con ceramica rumena, 1959 (acquistato nel 1961)
    - Modello della vetrata di Bouchevilliers, tempera, 1963

  - La casa/artoteca di Camille:
    - Ritratto di Camille Renault, 1956
    - Natura morta in nero, grigio, rosso e giallo, 1971
    - raccolta di 49 oli e 11 disegni di Roland Bierge donati alla città di Puteaux nel 2013, alcuni dei quali sono esposti presso il municipio e al museo della Section d'Or
- Rodez, museo Denys-Puech: La table, 1957, deposito FNAC.
- Les Sables-d'Olonne: Composizione, 1970, litografia
- Saint-Antoine, municipio:
  - Progetto mosaico, 1978
  - Le Moulin de Saint-Antoine, 1978
- Sarrebourg, museo del Pays de Sarrebourg: Composizione, 1990.
- Sète (museo Paul-Valéry): Grandi querce di Ferme Saint-Martin, 1969
- Tain-l'Hermitage, hotel des Courbis:
  - Tazza grigia e mela, 1955
  - Ciotole e mele verdi e gialle, 1960
- Tarnos, municipio: dodici litografie[9]
- La Tronche, municipio: Coppa gialla e mele, 1950, in deposito dalla FNAC
- Vars, Centro d'arte contemporanea: Marcouville l'orgoglioso, 1980
- Valenza: Les Meules d'Ambonil, 1958
- Valence d'Agen, municipio:
  - Pittura. A Louis Lecoin , 1971
  - Dalla parte di Guermantes, 1978
- Villeneuve-sur-Lot, museo Gajac: Vaso di fiori, 1960.
- Luogo sconosciuto: tre arazzi di Aubusson per Éditions Sentiers, 1978
- Tokyo, Fondazione Datsun: Natura morta, 1970.
- Göteborg, Museo delle Belle Arti
- Pully, museo d'arte.

## Tributi
- Una strada nella città di Boucau porta il nome di rue Roland-Bierge[9].